# Plęsy (wieś w województwie łódzkim)
Plęsy – wieś w Polsce, położona w województwie łódzkim, w powiecie wieruszowskim, w gminie Galewice. Miejscowość wchodzi w skład sołectwa Spóle.
W 2004 roku w Plęsach mieszkało 38 osób.
W latach 1975–1998 miejscowość należała administracyjnie do województwa kaliskiego.
W końcu kwietnia 1957 roku mieszkaniec wsi – Józef Wyrwas – wybierając piasek u podnóża niewielkiego pagórka niedaleko rzeki Prosny, natrafił na niewielkie gliniane naczynie zawierające monety. Znalezisko znajduje się w zbiorach Muzeum Archeologicznego i Etnograficznego w Łodzi.